# Teratogen
Teratogene (altgriechisch τέρας téras, deutsch ‚Ungeheuer‘, bei Platon ein wunderliches, den gewöhnlichen Gestalten unähnliches Wesen, ‚Missbildung‘ und γένεσις génesis, deutsch ‚Ursprung‘ ‚Entstehung‘) sind äußere Einwirkungen, die Fehlbildungen beim Embryo hervorrufen können: Chemikalien (fruchtschädigende Stoffe) sowie Viren und ionisierende Strahlung. Missbildungen fördernde Substanzen bezeichnet man als teratogen.
Inzwischen wird seitens des Gesetzgebers der Begriff reproduktionstoxisch (auch reprotoxisch)  benutzt und statt von CMT-Stoffen (karzinogen-mutagen-teratogen) heute von CMR-Stoffen gesprochen. Unter reproduktionstoxisch fasst er die beiden Fälle „kann die Fortpflanzungsfähigkeit beeinträchtigen“ und „kann das Kind im Mutterleib schädigen“ zusammen.

## Grundlagen
Menschliche Embryonen und Föten reagieren während der Schwangerschaft, besonders in der Zeit vom 18. bis 85. Tag nach der Befruchtung, empfindlich auf teratogene Einflüsse. Teratogene Einflüsse (ggf. über Pestizide, belastetes Wasser usw.) können auch zu Beeinträchtigungen bei anderen Lebewesen führen.
Die Teratologie untersucht die Wirkung potentiell schädigender Stoffe. Die reproduktionstoxikologische Prüfung ist seit dem Contergan-Skandal für neue Arzneimittel vorgeschrieben. Diese Art der Prüfung ist im Artikel Toxizitätsbestimmung beschrieben. CMR-Prüfung ist aber inzwischen auch für alle Chemikalien dort Vorschrift, wo erhöhte Gefährdung besteht, etwa beim Transport (Gefahrgut nach ADR) oder beim Umgang bzw. freien Hantieren. Für Letzteres gibt es die folgenden Vorschriften zur Produktkennzeichnung.

## Chemische Teratogene
Bis zur Einführung des globalen harmonisierten Systems zur Einstufung und Kennzeichnung von Chemikalien wurden chemische Substanzen entsprechend der europäischen Festlegung in der Richtlinie 67/548/EWG, in Deutschland umgesetzt durch die GefStoffV, eingestuft. Die folgende Tabelle stellt die entsprechenden Zuordnungen gegenüber:
| GHS | Richtlinie 67/548/EWG |
| --- | --- |
| Repr. 1A – H360F Kann die Fruchtbarkeit beeinträchtigen                                                                         | Repr. Cat. 1; R60 Kann die Fortpflanzungsfähigkeit beeinträchtigen                                                                                |
| Repr. 1B – H360F Kann die Fruchtbarkeit beeinträchtigen                                                                         | Repr. Cat. 2; R60 Kann die Fortpflanzungsfähigkeit beeinträchtigen                                                                                |
| Repr. 1A – H360D Kann das Kind im Mutterleib schädigen                                                                          | Repr. Cat. 1; R61 Kann das Kind im Mutterleib schädigen                                                                                           |
| Repr. 1B – H360D Kann das Kind im Mutterleib schädigen                                                                          | Repr. Cat. 2; R61 Kann das Kind im Mutterleib schädigen                                                                                           |
| Repr. 2 – H361f Kann vermutlich die Fruchtbarkeit beeinträchtigen, oder: H361d Kann vermutlich das Kind im Mutterleib schädigen | Repr. Cat. 3; R62 Kann möglicherweise die Fortpflanzungsfähigkeit beeinträchtigen, oder: R63 Kann das Kind im Mutterleib möglicherweise schädigen |
| Lact. – H362 Kann Säuglinge über die Muttermilch schädigen                                                                      | R64 Kann Säuglinge über die Muttermilch schädigen                                                                                                 |

1. ↑  Die Zusatzbuchstaben differenzieren die Wirkart. Kleinschreibung steht für vermutliche Wirkung. Kombinationen, wie DF oder Df sind möglich. Die Einstufung in 1A oder 1B richtet sich nach der höheren Gefahr (D und/oder F werden in 1A eingestuft und mit H360 gekennzeichnet).

### Einstufung GHS
Im GHS erfolgt die Einstufung in die einzelnen Kategorien wie folgt:

#### Kategorie 1A
Stoffe werden als reproduktionstoxisch Kategorie 1A eingestuft, wenn sie, aufgrund von Befunden beim Menschen, bekanntermaßen die Fortpflanzungsfähigkeit des Menschen beeinträchtigen und/oder Entwicklungsschäden bei den Nachkommen bewirken. Substanzen in der Kategorie 1A werden mit dem Piktogramm GHS08 und dem Signalwort Gefahr gekennzeichnet.

#### Kategorie 1B
Stoffe werden in die Kategorie 1B eingestuft, wenn sie, basierend auf Tierstudien, wahrscheinlich die Fortpflanzungsfähigkeit des Menschen beeinträchtigen und/oder Entwicklungsschäden bei den Nachkommen bewirken. Substanzen in der Kategorie 1B werden auch mit dem Piktogramm GHS08 und dem Signalwort Gefahr gekennzeichnet.

#### Kategorie 2
Stoffe werden schließlich als reproduktionstoxisch Kategorie 2 eingestuft, wenn es, aufgrund von Befunden beim Menschen und/oder von Tierstudien, Nachweise für die Beeinträchtigung der Fortpflanzungsfähigkeit oder der Entwicklung gibt, die Nachweise aber nicht stichhaltig genug für eine Einstufung in Kategorie 1 sind. Substanzen in der Kategorie 2 werden ebenfalls mit dem Piktogramm GHS08 und dem Signalwort Achtung gekennzeichnet.

### Einstufung nach Richtlinie 67/548/EWG
Vor der Einführung des GHS regelte die Richtlinie 67/548/EWG die Einstufungen in Europa. Die Kategorien bedeuten:

#### Kategorie 1
Stoffe der Kategorie 1 wirken beim Menschen bekanntermaßen fruchtschädigend. Es sind hinreichende Anhaltspunkte für einen Kausalzusammenhang zwischen der Exposition eines Menschen gegenüber dem Stoff und Schäden an der Leibesfrucht vorhanden. Einstufung und Kennzeichnung mit Gefahrensymbol T.

#### Kategorie 2
Stoffe der Kategorie 2 sollten für den Menschen als fruchtschädigend angesehen werden. Es bestehen hinreichende Anhaltspunkte zu der begründeten Annahme, dass die Exposition eines Menschen gegenüber dem Stoff zu Schäden an der Leibesfrucht führen kann. Diese Annahme beruht im Allgemeinen auf Langzeitversuchen und/oder sonstigen relevanten Informationen. Einstufung und Kennzeichnung mit Gefahrensymbol T.

#### Kategorie 3
Stoffe der Kategorie 3 geben wegen möglicher fruchtschädigender Wirkung beim Menschen Anlass zur Besorgnis. Genügend Informationen für eine befriedigende Beurteilung liegen jedoch nicht vor. Aus geeigneten Versuchen liegen einige Anhaltspunkte vor, die jedoch nicht ausreichen, um den Stoff in Kategorie 2 einzustufen. Einstufung und Kennzeichnung mit Gefahrensymbol X.

## Beispiele

### Chemikalien
- Kategorie:Stoff mit reproduktionstoxischer Wirkung (Liste der in Wikipedia vorhandenen, mit H360, H360F, H360D, H360FD, H360Fd, H360Df oder H362  eingestuften Stoffe)
- Kategorie:Stoff mit Verdacht auf reproduktionstoxische Wirkung (Liste der in Wikipedia vorhandenen, mit H361, H361f, H361d, H361fd eingestuften Stoffe)
- Alkohol
- Vitamin-K-Antagonisten
- Dioxine, insbesondere das Seveso-Gift TCDD
- Retinoide (zur Aknetherapie, Mittel zur Mücken- und Flohbekämpfung, Vitamin A)
- Thalidomid (Handelsname u. a. Contergan)
- Tabakrauch, aktiv- als auch passivrauchend

### Krankheitserreger
- Röteln (siehe: Röteln während der Schwangerschaft)
- Humanes Cytomegalievirus (CMV)
- HIV
- Hepatitis-B-Virus (HBV)
- Toxoplasma gondii

### Strahlung
- Röntgenstrahlung – im medizinischen Einsatz für das Bedienungspersonal relevant
- Betastrahlung und Gammastrahlung – beim Umgang mit Radioaktivität relevant
- Kosmische Strahlung – hochenergetische Strahlung aus dem Weltraum, für Astronauten und Piloten relevant; für letztere jedoch durch die Atmosphäre etwas vermindert.